# Hermann von Kaulbach

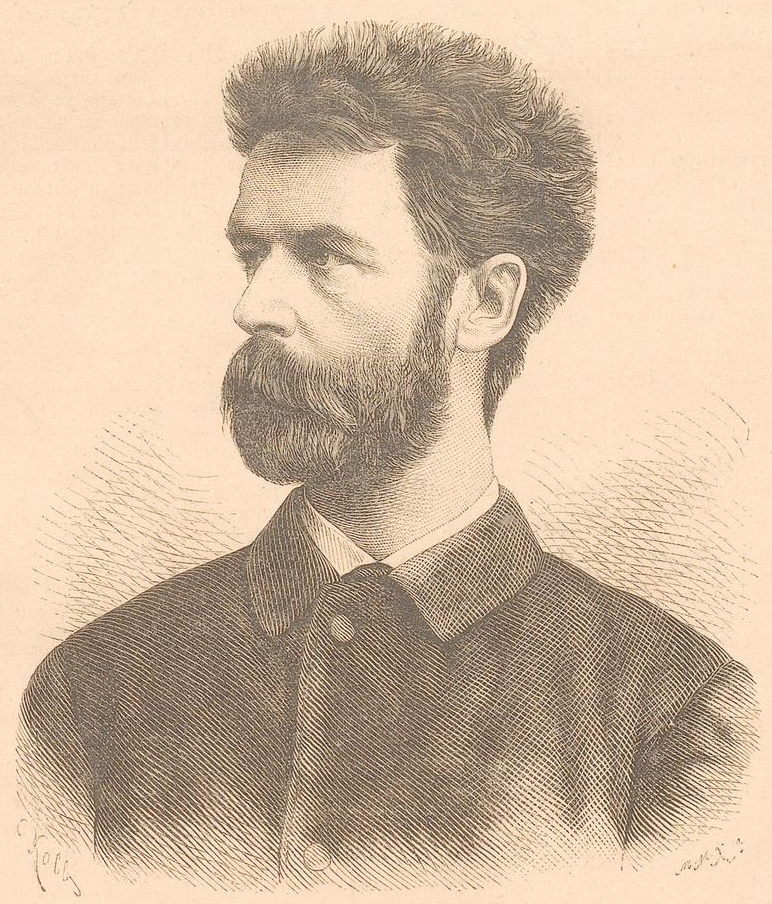
Hermann Kaulbach, de un suplemento del Darmstädter Tageblatt, Nr. 11/1889.

 Hermann von Kaulbach (26 de julio de 1846 en Múnich - 9 de diciembre de 1909 en Múnich) fue un pintor alemán de la Escuela de Múnich.

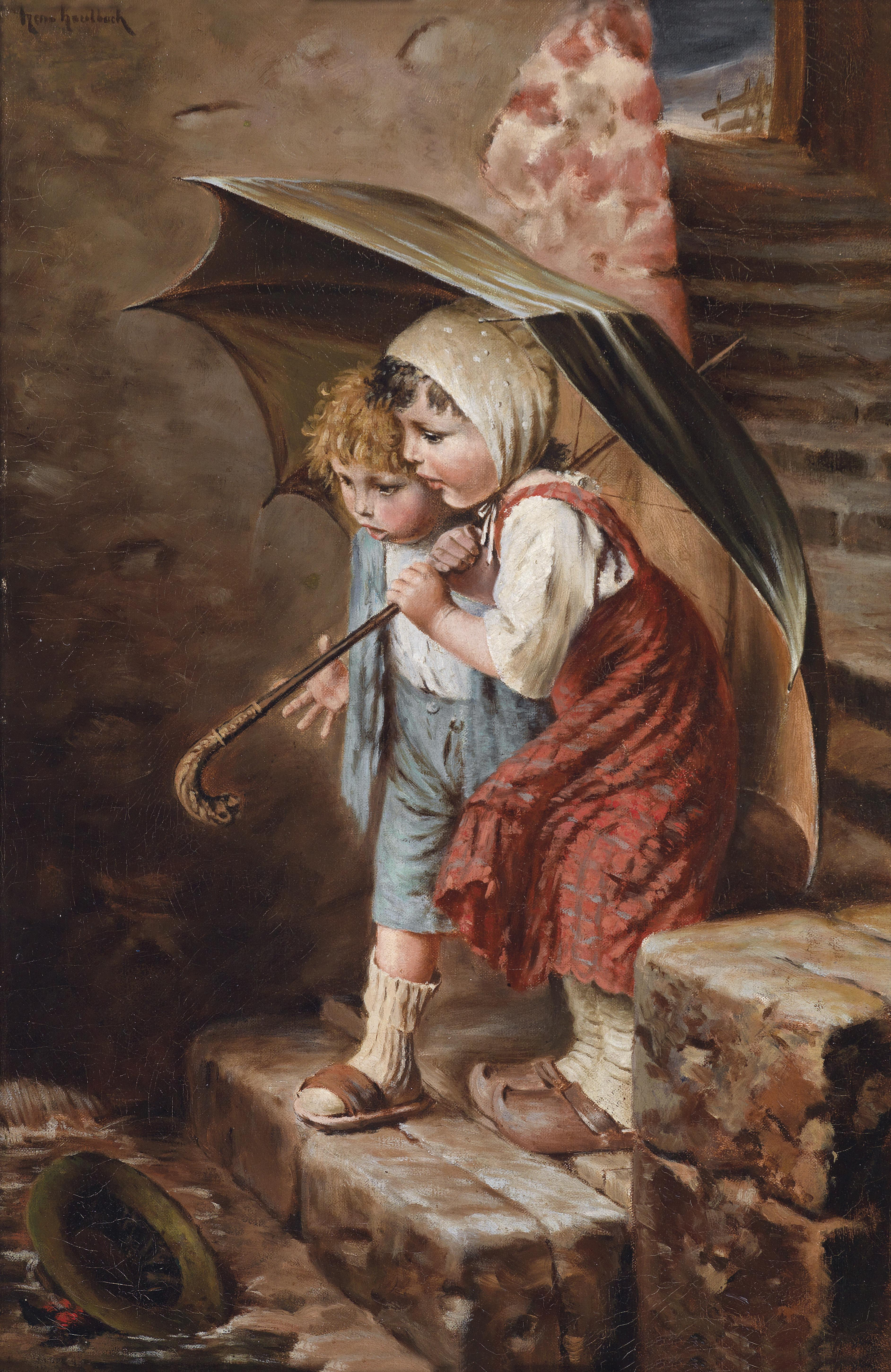
Die Überraschung (La Sorpresa, 1906?).

## Biografía
Kaulbach era hijo del pintor Wilhelm von Kaulbach. Originalmente era estudiante de medicina en la Universidad Ludwig Maximilians de Múnich pero, quizás inspirado por su padre, abandonó la escuela para estudiar pintura en su lugar. En 1867, se convirtió en estudiante de Karl von Piloty. Bajo su influencia, Kaulbach se dedicó casi enteramente a temas históricos. Aunque en última instancia, se hizo más conocido por sus retratos de niños. Hizo dos viajes de estudio a Roma, en 1880 y 1891. En 1886, fue nombrado Profesor de Historia de la Pintura en la Academia de Bellas Artes de Múnich. En 1906 publicó un libro de ilustraciones, con niños como motivo, que vendió 135.000 copias.
Se casó con Sophie Schroll, hija de un grabador, y tuvieron tres hijos. Mucha parte de sus obras se exponen en el Museo de Bad Arolsen (lugar de nacimiento de su padre). Sus cartas y otros documentos se hallan en la colección del Archivo de Literatura Alemana (parte del Museo de Literatura Moderna) en Marbach am Neckar. Está enterrado en el Alter Südfriedhof en Múnich.

## Crítica
Aunque su obra fue generalmente bien recibida, fue criticado ocasionalmente por dar demasiada atención al detalle, pasando por alto el significado principal de la pintura. Su retrato de Lucrezia Borgia creó controversia por ser considerado "demasiado lascivo", y su versión de la Coronación de Santa Isabel por el emperador Federico II fue descartada por algunos críticos como "pintura de vestuario".

## Obras principales
- "Hansel und Gretel bei der Hexe"  (Hansel y Gretel con la Bruja; 1872, en la Galería Municipal, Riga)[5]
- "Mozarts Letzte Tage" (Últimos Días de Mozart; 1878, en la Galería Municipal, Viena)[5]
- Retrato de Anton Bruckner (1885, en el Oberösterreichischen Landesmuseum – Schlossmuseum, Linz)
- "Krönung der heiligen Elisabeth durch Kaiser Friedrich II" (Coronación de Santa Isabel por el emperador Federico II; 1886, en el Museo de Wiesbaden)[5]
- "An der Grabstätte des Freundes" (En la Tumba de un Amigo; 1888, en la Neue Pinakothek, Múnich)[5]

## Publicaciones
- Hermann Kaulbach: Bilderbuch. Mit 45 Bildern von Professor Hermann Kaulbach in München und einem Porträt des Künstlers (Texto por Adelheid Stier), Union Deutsche Verlagsgesellschaft, Primera Edición, 1906